# Кемп-Гілл (Пенсільванія)
Кемп-Гілл (англ. Camp Hill) — місто (англ. borough) в США, в окрузі Камберленд штату Пенсільванія. Населення — 8130 осіб (2020).

## Географія
Кемп-Гілл розташований за координатами 40°14′32″ пн. ш. 76°55′39″ зх. д. / 40.24222° пн. ш. 76.92750° зх. д. (40.242170, -76.927397).  За даними Бюро перепису населення США в 2010 році місто мало площу 5,50 км², уся площа — суходіл.

## Демографія
Згідно з переписом 2010 року, у селищі мешкало 7888 осіб у 3376 домогосподарствах у складі 2125 родин. Густота населення становила 1435 осіб/км².  Було 3545 помешкань (645/км²).
Расовий склад населення:
| - 88,8 % — білих - 6,7 % — азіатів - 1,8 % — чорних або афроамериканців - 0,1 % — корінних американців |

До двох чи більше рас належало 1,9 %. Частка іспаномовних становила 2,7 % від усіх жителів.
За віковим діапазоном населення розподілялося таким чином: 22,3 % — особи молодші 18 років, 60,3 % — особи у віці 18—64 років, 17,4 % — особи у віці 65 років та старші. Медіана віку мешканця становила 42,3 року. На 100 осіб жіночої статі у селищі припадало 92,2 чоловіків;  на 100 жінок у віці від 18 років та старших — 89,4 чоловіків також старших 18 років.
Середній дохід на одне домашнє господарство  становив 86 276 доларів США (медіана — 67 888), а середній дохід на одну сім'ю — 101 620 доларів (медіана — 86 525). Медіана доходів становила 61 994 долари для чоловіків та 45 853 долари для жінок. За межею бідності перебувало 4,2 % осіб, у тому числі 4,7 % дітей у віці до 18 років та 5,0 % осіб у віці 65 років та старших.
Цивільне працевлаштоване населення становило 4049 осіб. Основні галузі зайнятості: науковці, спеціалісти, менеджери — 17,8 %, освіта, охорона здоров'я та соціальна допомога — 16,8 %, роздрібна торгівля — 12,3 %, публічна адміністрація — 11,9 %.